# Bolitoglossa insularis
Espèce
Statut de conservation UICN

 CR  : 
En danger critique
Bolitoglossa insularis est une espèce d'urodèles de la famille des Plethodontidae.

## Répartition
Cette espèce est endémique du département du Río San Juan au Nicaragua. Elle se rencontre dans l'île d'Ometepe dans le lac Nicaragua à environ 800 m d'altitude.

## Description
La femelle holotype mesure 120,6 mm dont 55,9 mm pour la queue.

## Étymologie
Son nom d'espèce, du latin insularis, « insulaire », lui a été donné en référence à son aire de répartition supposée restreinte à l'île d'Ometepe.

## Publication originale
- Sunyer, Lotzkat, Hertz, Wake, Alemán, Robleto & Köhler, 2008 : Two new species of salamanders (genus Bolitoglossa) from southern Nicaragua (Amphibia, Caudata, Plethodontidae). Senckenbergiana Biologica, vol. 88, no 2, p. 319-328 (texte intégral).